# جزء ابن جريج
جزء ابن جريج كتاب في الحديث لعبد الملك ابن جريج يشتمل على ثلاثة وسبعين مسندا سردا متتابعا دون تقسيم ولا تبويب وفيه شرح لغريب الألفاظ. ولابن جريج مصنف في التفسير يسمى تفسير القرآن.